# Vereniging van Bos- en Natuurterreineigenaren
De Vereniging van Bos- en Natuurterreineigenaren, doorgaans afgekort als VBNE, is een vereniging van eigenaren van bossen en natuurgebieden in Nederland. De vereniging is in 2013 opgericht door Staatsbosbeheer, Vereniging Natuurmonumenten, de Federatie Particulier Grondbezit, De 12 Landschappen en het Nederlandse Ministerie van Defensie.
Van 1954 tot 2014 bestond het Bosschap, een bedrijfschap, waarin de grondeigenaars, aannemers en werknemersorganisaties in deze sector vertegenwoordigd waren. Net als de andere Nederlandse bedrijfschappen wordt dit bestuursorgaan eind 2014 opgeheven. De Vereniging van Bos- en Natuurterreineigenaren is mede daarom opgericht en neemt vanaf januari 2014 verschillende taken en activiteiten van het Bosschap over.  Zo worden de vertegenwoordigers van de categorie natuurterreinen in de besturen van de waterschappen in Nederland vanaf 1 januari 2015 door de VBNE benoemd.